# 勾克语
勾克语(Gɔkhý)是一种在中国、泰国和缅甸的交界地区使用的南部彝语。其他阿卡社群称呼他们为Akhə Akha。使用者主要在中国。它与阿卡语亲缘关系很近，属于彝语南部方言，但在其中的地位不明确。
泰国北部有一个勾克村，约100人。泰国勾克人从临近的云南省勐海县取道缅甸迁徙而来。